# Стрессоустойчивость (политология и международные отношения)
Стрессоустойчивость — это междисциплинарное понятие, активно используемое в современных исследованиях политических процессов и международных отношений, а также популярная категория в современных дискурсах управления на глобальном, национальном и локальном уровнях. Стрессоустойчивость в том смысле, в котором эта категория как имманентная характеристика социальных систем используется в 
политологических исследованиях, восходит к теории Кроуфорда Холлинга, который определил её как меру стойкости систем и их способность поглощать изменения и колебания, сохраняя при этом прежние отношения между популяциями или переменными состояниями. Получивший развитие в XX в. в рамках социологии взгляд на общество как систему (см. Социальная система), которая благодаря своему динамизму и сложности сопоставима с экосистемой, позволил категории "стрессоустойчивость" постепенно закрепиться в качестве аналитической категории в исследованиях политических и международной систем. При этом содержательно стрессоустойчивость стала обозначать способность государств и обществ сохраняться и реформироваться, восстанавливаясь после внешних и внутренних кризисов. Кроме того, стрессоустойчивость стала важной категорией в дискурсах управления международных акторов, будучи, например, центральным элементом внешнеполитической доктрины Евросоюза с 2016 г. (см. Глобальная стратегия Европейского союза).

## Основные теоретические аспекты
Стрессоустойчивость как академическая категория была введена в научный оборот в 1973 г. канадским ученым К. Холлингом и на первоначальном этапе развивалась в рамках исследования экологии. Термин создавался с целью объяснить способность природных экосистем восстанавливаться после кризисов (например, лес после пожара). Стрессоустойчивость включала в себя адаптивную динамическую компоненту и оказалась противопоставлена понятию стабильности – возвращению к прежнему состоянию системы. Позже Холлинг и его соавторы начали оперировать понятием стрессоустойчивости социо-экологических систем: отныне человек и общество мыслились как часть природы в некоем едином комплексе в рамках больших циклов развития. В 1980-е гг. Ф. Хайек изучал сложность реакций рыночных механизмов и системных взаимосвязей, что способствовало и развитию концепций стрессоустойчивости, и их распространению в экономической науке. Активно использовалась концепция стрессоустойчивости и в психологии. Все это создало на рубеже веков предпосылки для переноса термина в целый ряд общественных наук: от городского планирования до политической науки и международных отношений.
Внутри политологии и теории международных отношений стрессоустойчивость понимается в качестве имманентного свойства любой работающей системы: если последняя вообще продолжает существовать, следовательно, обладает подобным ресурсом. При таком взгляде невозможно представлять некий вызов как внешний, скорее, речь идет о разных уровнях одной мировой системы. С. Уолкейт и его соавторы обращают внимание на несколько уровней функционирования стрессоустойчивости: глобальный, региональный, национальный, институциональный, коммунальный, семейный и, наконец, индивидуальный. Примечательно, что разные уровни могут в определенных условиях противоречить друг другу.
Отдельного внимания заслуживает соотношение стрессоустойчивости и этики, то есть вопроса о добре и зле, должном и ненадлежащем. Некоторые авторы говорят о неразрывности самого понятия стрессоустойчивости с этикой, ведь адаптивность общества перед лицом потрясений неминуемо требует политических решений, а сам этот ресурс обладает положительными коннотациями в массовом сознании. Однако большинство ученых сходится во мнении, что стрессоустойчивость является описательной, аналитической категорией абсолютно любого общества и не может быть «хорошей» или «плохой» сама по себе. В отдельных случаях низовая коррупция, бедность или деградация окружающей среды оказываются стрессоустойчивым ответом системы на вызов.
Наконец, значительная доля корпуса исследований стрессоустойчивости сосредоточена в области ее изучения как неолиберальной техники управления. Подобный взгляд связан с разработкой наследия М. Фуко и его центральной категорией «правительственности» – управления «вещами»: не просто территорией, а людьми в их взаимоотношениях с территорией, ресурсами, обычаями, образом действия, а также, что особо важно для исследований стрессоустойчивости, людьми «в их взаимосвязи с такими «вещами», как возможные происшествия и несчастья, такие как голод, эпидемии, смерти». Понятие стрессоустойчивости удачно вписывается в неолиберальную логику разделения людей на автономных рыночных субъектов, индивидуально ответственных за свое благополучие и безопасность. В связи с этим логично, что стрессоустойчивость включена в концепции управления только западными странами. В то же время, например, Е. Павлова, Н. Гудалов и Г. Коцур показали, как ресурсы стрессоустойчивости были задействованы в ходе биополитического управления в России, чей политический режим в международной академической среде не оценивается как либерально-демократический.
В российской научной среде выделяется концептуальный подход авторов коллективной монографии под редакцией Т. Романовой, которые суммируют основные теоретические положения о стрессоустойчивости: 1) она имманентное свойство любой системы; 2) объективна и сама по себе и не носит ценностный характер; 3) предполагает акцент на ресурсах системы, а не угрозах; 4) сама система, характеризующаяся стрессоустойчивостью, и порождает вызов, и находит ресурсы для его преодоления; 5) внутри системы можно выделить множество уровней, где достигается стрессоустойчивость.

## Стрессоустойчивость как категория глобального и регионального управления
Международные организации, относящиеся к системе глобального управления, используют концепцию стрессоустойчивости в контексте политики развития и в вопросах предотвращения последствий стихийных бедствий и гуманитарных катастроф. Активнее всего стрессоустойчивость используется в документах организаций системы ООН. В рамках Целей устойчивого развития понятие используется в 2 положениях из 17. Всемирный банк и Международный валютный фонд рассматривают стрессоустойчивость в её экономическом и финансовом проявлении. В свою очередь Президент Всемирного банка обозначил укрепление стрессоустойчивости к разного рода вызовам в качестве одного из трех основных приоритетов организации.
Организация экономического сотрудничества и развития (ОЭСР) применяет концепцию в качестве инструмента системного анализа, позволяющего создавать программы укрепления стрессоустойчивости стран-реципиентов помощи. В методике ОЭСР противоположным стрессоустойчивости состоянием является хрупкость (fragility).
Организация Североатлантического договора (НАТО) использует стрессоустойчивость в контексте противодействия гибридным и другим угрозам безопасности. Включение стрессоустойчивости в лексикон НАТО произошёл во время украинского кризиса 2014 г. и ухудшения отношений России с европейскими странами и США. Основным источником такого рода угроз в риторике НАТО выступает Россия. Дальнейшее развитие и применение понятия «стрессоустойчивость» в Североатлантическом альянсе произошло на фоне роста угрозы международного терроризма. В итоге стрессоустойчивость стала концепцией, используемой в системе стратегического планирования НАТО.

## Стрессоустойчивость и Европейский союз
Термин «стрессоустойчивость» имеет длительную практику применения в Европейском союзе и его предшественнике, ЕЭС. Начиная с первых упоминаний в 1980-е гг. в сфере экономики и охраны окружающей среды, он прошёл последовательную эволюцию, перейдя в область внешних связей с третьими странами и т.д. В 2012 году Европейская комиссия определила стрессоустойчивость в качестве «способности индивида, домохозяйства, сообщества, страны или региона противостоять стрессам и шокам, адаптироваться к ним и быстро восстанавливаться после них».
К 2016 г. концепция становится центральной в рамках Глобальной стратегии Европейского союза (ГСЕС). В ней формулируется, что «стрессоустойчивость государств и обществ в ЕС и вокруг него» является целью и приоритетом в рамках внешней политики ЕС. ГСЕС закрепляет связь стрессоустойчивости ЕС и его соседей. В то же время ЕС увязывает концепцию с продвижением ценностей. В Сообщении о стрессоустойчивости  2017 г. указывается, что «стрессоустойчивое государство — это безопасное государство, а безопасность — ключ к процветанию и демократии», а также что «стрессоустойчивое общество с демократией, верой в институты и устойчивым развитием находится в основании стрессоустойчивого государства». Таким образом, в интерпретации стрессоустойчивости со стороны ЕС образуется связь демократии с самой стрессоустойчивостью и безопасностью (появляется нормативный компонент).
Концепция «стрессоустойчивости» в последние годы чаще применяется ЕС в контексте вызовов, угрожающих как самому союзу, так и отдельным странам-членам. ГСЕС акцентирует внимание на стрессоустойчивости союза по отношению к проблемам нестабильности снабжения углеводородами, 
дезинформации, кибератак, терроризма и неконтролируемых потоков иммигрантов.
Вопросы снабжение энергетическими ресурсами в той же степени, что и гибридные угрозы в киберпространстве и дезинформация, привели к формированию в ЕС двух подходов по противодействию им. В энергетике – это геополитический и рыночный подходы, в области дезинформации – патерналистский и адаптивный, а в рамках киберпространства – реалистический и либеральный. Подходы к каждой из трех угроз, характеризующиеся в ЕС термином «стрессоустойчивость» (рыночный, адаптивный и либеральный соответственно), предполагают применение либеральной парадигмы, т.е. логики, уважающей рыночные ценности и личные свободы (информации, слова).

## Стрессоустойчивость: прочтение КНР
Категория «стрессоустойчивость» используется также незападными акторами, в частности Китаем. Хотя по масштабам обращения к стрессоустойчивости и глубине её осмысления КНР значительно уступает тому же ЕС, а сам перевод этой категории на китайский язык сопряжен с трудностями и многовариативностью, официальный дискурс КНР демонстрирует попытки инструментализировать эту категорию. Общим местом здесь, в отличие от Евросоюза, является увязка стрессоустойчивости не с идеологией прав человека и демократии, а с экономическим развитием Китая. Стрессоустойчивость выступает в качестве ключевой характеристики и ресурса экономической модели КНР, гарантирующего безопасность страны и её выгодное положение в рамках мировой неолиберальной экономической системы. Кроме того, через призму же стрессоустойчивости Китай на официальном уровне склонен говорить о сохранении лидирующих позиций Коммунистической партии в китайском обществе, а также о своих двухсторонних отношениях с наиболее важными для него партнёрами. Таким образом, стрессоустойчивость для Китая – это ресурс, к которому страна апеллирует для продвижения своих внешнеполитических интересов.

## Стрессоустойчивость и Арктика
В региональных арктических концепциях как стран – членов Арктического совета, так и стран, географически к Арктике не примыкающих, стрессоустойчивость фигурирует либо в нормативном, либо в дескриптивном ключе. В первом случае (США, Великобритания, ЕС) речь идёт об установлении и предписании политических приоритетов в Арктике либо для себя, либо для других стран региона, либо вообще для всего региона в целом (в данном случае «стрессоустойчивость» артикулируется в связке с такими категориями, как «устойчивое развитие» и «попечительство»). Нормативное же прочтение стрессоустойчивости есть и в «Белой книге КНР по Арктике», что отличается от типичной для Китая экономической трактовки стрессоустойчивости. Нормативность подхода внерегиональных игроков выгодна, поскольку позволяет им объяснить важность их участия в арктических делах, не вызывая нареканий среди полярных государств за попытки вмешательства в отдалённый регион. Дескриптивный же подход, обнаруживаемый в чистом виде только у Норвегии, предполагает не навязывание неких стандартов местным сообществам, но предоставление им полной информации об экологических изменениях, чтобы они самостоятельно могли менять свой быт и приспосабливаться к изменениям, а не бороться с ними. В целом же указанные страны в качестве ресурсов стрессоустойчивости выделяют информационный, организационно-коммуникативный факторы и смену профиля деятельности местных сообществ, причём на информационных ресурсах делается ключевой акцент.

## Стрессоустойчивость и Россия
В целом современная ситуация характеризуется достаточно слабым интересом российского руководства и экспертного сообщества к стрессоустойчивости как модели общественного управления в условиях постоянно и непредсказуемым образом возникающих новых вызовов и угроз. Как и в случае КНР, сложности начинаются с отсутствия единого общепринятого на официальном уровне варианта перевода данной категории. 
Однако имеются предпосылки для использования концепции стрессоустойчивости в России на практике; они находят своё выражение в сложных кризисных ситуациях, связанных с общественной безопасностью. Примером могут послужить низовые практики стрессоустойчивости городских сообществ. В частности, в день совершения теракта в Санкт-Петербургском метрополитене 3 апреля 2017 года городской социум задействовал механизмы, аналогичные тем, что мы видим в западных обществах при похожих угрозах. Это позволило достаточно успешно справиться с транспортным коллапсом.
В то же время в государственных документах концепция стрессоустойчивости отсутствует. Не является она и предметом международных дискуссий России на различных треках. Разработка на государственном уровне стрессоустойчивости как модели общественного управления не только дало бы новые инструменты управления, но и позволило бы России включиться в нормативную дискуссию с ключевыми мировыми игроками (в том числе на Западе), уже использующих стрессоустойчивость. Более того, включение концепции в арсенал позволило бы России эффективнее продвигать свои внешнеполитические интересы, говоря с западными странами на их языке. В частности, в отношениях с ЕС перспективно было бы включить концепцию стрессоустойчивости в те аспекты безопасности, которые вызывают обеспокоенность и Москвы, и ЕС (киберугрозы, дезинформация, терроризм, устойчивое снабжение энергетическими ресурсами).

## Критика
Критика стрессоустойчивости может быть разделена на критику самого понятия и критику политического курса на его основе.
С одной стороны, некоторые ученые указывают на такую степень размытости и неопределенности категории, что даже представители академического сообщества испытывают трудности при работе с ним. По мнению Н. Гудалова и Д. Тулупова, концепция находится где-то «между пустым и плавающим означающим», что не является недостатком концепции само по себе, но делает ее объектом непрекращающихся политических интерпретаций. Кроме того, при взгляде на стрессоустойчивость через возвращение к прежнему состоянию системы («bouncing-back approach») игнорируется важность социальных изменений.
С другой стороны, большая часть критики связана с конкретной реализацией политики стрессоустойчивости. Авторы «Справочника Рутледжа…» на примере соответствующих документов показывают, что в теории понятие предполагало работу на опережение в кризисном управлении, однако в реальности даже такие пионеры использования стрессоустойчивости как Великобритания, отдают предпочтение ретроспективным восстановительным, а не превентивным мерам. По мнению Д. Коффи и П. Фасси, стратегии укрепления стрессоустойчивости на локальном и национальном уровне зачастую противоречат друг другу. Значительная доля критики связана с тем, что стрессоустойчивые меры западных государств приводят к деполитизации населения в неолиберальном и бюрократическом ключе. Некоторые ученые утверждают, что стрессоустойчивость – это инструмент поддержания социального статуса-кво, легитимирующее управление через кризис и сваливающее ответственность за обеспечение безопасности с государства на граждан. При внешней отстраненности властей это оказывается весьма эффективным способом управления: Запад навязывает людям определенный тип субъектности и, по мнению Мавелли, в случае несоблюдения неолиберальных правил подобный субъект обречен на стигматизацию, исключение и наказание.